# 濱宮

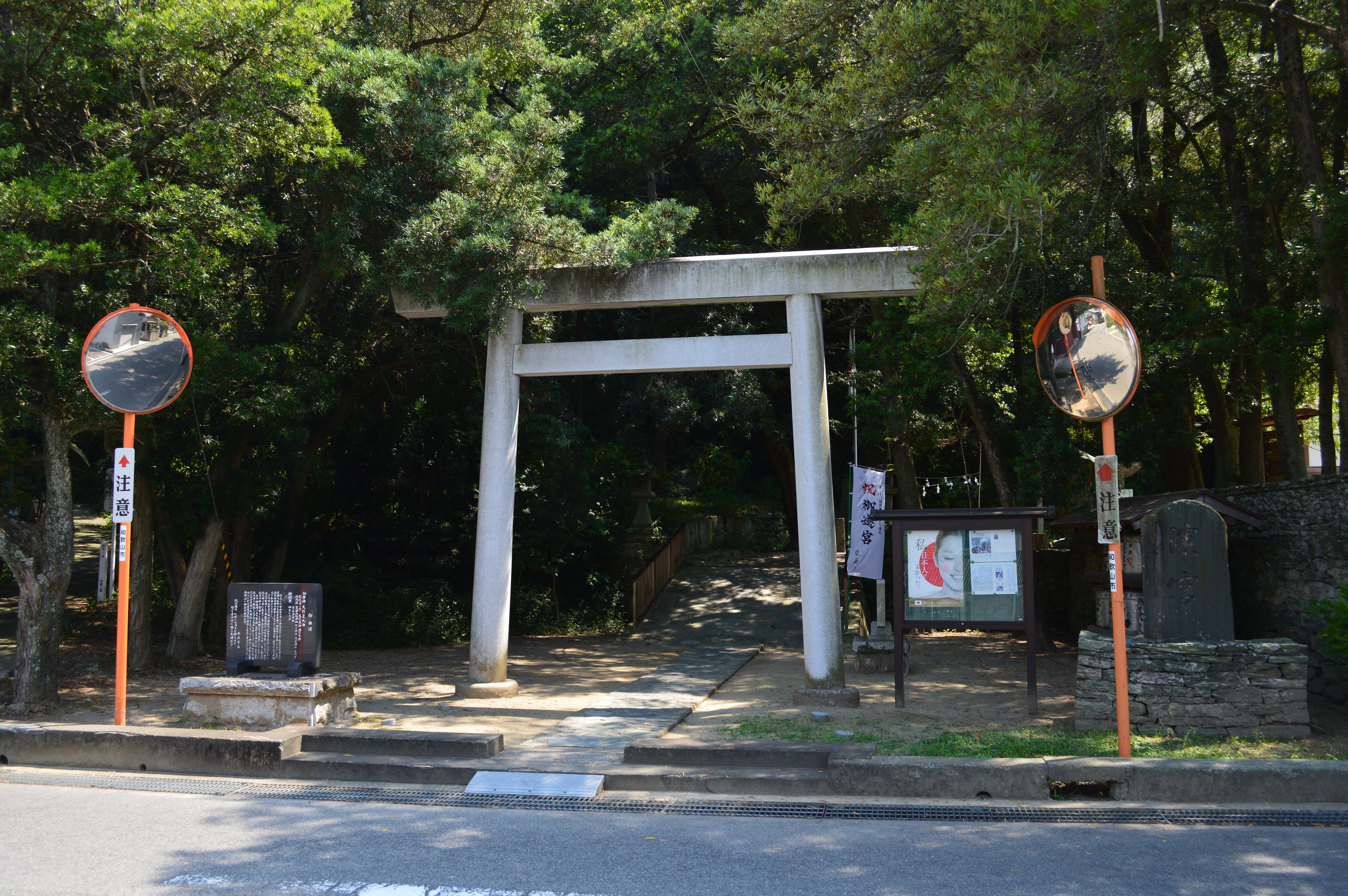
鳥居

濱宮（はまのみや、浜宮神社）は、和歌山県和歌山市毛見にある神社。旧社格は村社。
日前國懸神宮（和歌山市秋月）の元摂社であり、両神宮の旧鎮座地であるとともに、伊勢神宮元宮（元伊勢）の1つの奈久佐浜宮（なぐさのはまのみや）であると伝える。和歌山市西南部の岬（毛見崎/駒ノ御崎）の中ほど、古くは「名草の浜」と呼ばれた海岸部に東面して鎮座する。

## 祭神
本殿は2殿からなる。それぞれの祭神は次の通り。
- 第一殿（主祭神）
  - 天照皇大神
- 第二殿（配祀神）
  - 天懸大神 （あまかかすおおかみ） - 日前神宮祭神の日前大神に相当[原 1]。
  - 国懸大神 （くにかかすおおかみ） - 國懸神宮祭神。

第二殿の祭神2柱は和歌山市秋月の日前國懸神宮祭神で、ともに天照皇大神の前霊（さきのみたま）とされる。

## 歴史

### 日前國懸神宮の鎮座伝承
『紀伊続風土記』の引く『（紀伊）国造家旧記』によれば、神武天皇の東征に際して、「神鏡」「日矛」という2種の神宝（いずれも日前國懸神宮の神体）を奉じた天道根命が、両神宝の鎮座地を求めて紀伊国加太浦に来着したという。そこから木本を経て毛見郷南方の琴ノ浦（琴浦）に浮かぶ岩上に2種の神宝を奉安したのが創祀と伝える。以上のうち「加太浦」「木本」はそれぞれ加太春日神社（和歌山市加太、北緯34度16分30.65秒 東経135度4分28.83秒）、木本八幡宮（和歌山市木ノ本、北緯34度15分54.34秒 東経135度7分17.89秒）に比定される。また「琴ノ浦」とは毛見崎の付け根から現・海南市側に広がっていた浜で、対岸の冷水浦（しみずうら）に向かって1丈程（およそ3メートル）の高さの大岩が並び、この岩に波が触れて琴の音のような響きをたてていたために「琴ノ浦」と称されたという。『続風土記』によれば、日前國懸神宮が初めて鎮座した浜であるので汚穢不浄の者を近づけず、もし禁を破れば祟りがあったというが、現在は埋め立てられて住友金属の工場と関西電力の発電所が建てられている。
また『続風土記』の引く別の古伝では、日前國懸神宮の両大神を奉じた天道根命は淡路国御原山（不詳）に天降り、葦毛の馬に乗って加太浦、木本、毛見浦へと遷ったとする。そして、崇神天皇51年に天照皇大神の神霊を奉じて鎮座地を求めた豊鋤入姫命が「名草浜宮（奈久佐浜宮）」を現社地に造営すると、琴ノ浦の天懸・国懸両大神も遷座して天照皇大神に並べ祀ったという。そして、3年後の崇神天皇54年11月に天照皇大神は「吉備名方浜宮」へと遷座したが、天懸・国懸両大神はそのまま当地に鎮座、垂仁天皇16年に至って現在の日前國懸神宮の地へと遷座したと伝える。これと同様の伝えは、後述のように中世の神道書にも見える。
さらに別伝として、毛見浦の海底から夜間に光を放つものがあり、海底から日前國懸神宮の神体である神鏡が亀に背負われて出現したといい、亀は海中に戻ったが、その際に亀の毛が見えたために「毛見」と呼ばれるようになったとの伝えも残されている。ただし『紀伊続風土記』はこの伝えを否定し、「きみ」から「けみ」の音となったと説いている（後述）。
なお、日前國懸神宮に伝わる古記録の『日前国懸両大神宮本紀大略』には例年9月に「浜宮神事」が行われていた事が記されている。そのため上記のような伝承は神が降臨または顕現した地へと神霊の巡幸を行ったであろう事を暗示するとして、当地が古くは日前國懸神宮の御旅所であったとする説もある。

### 奈久佐浜宮伝承
伊勢神宮の創祀を述べた『倭姫命世記』など中世神話の文献では、「奈久佐浜宮（なぐさのはまのみや）」として、伊勢神宮創建以前に豊鋤入姫命が天照皇大神の鎮座地を求める途中で奉祀した宮の名を伝える（「元伊勢」参照）。『倭姫命世記』によれば崇神天皇51年に造営して3年間奉祀し、同天皇54年に「吉備名方浜宮」へと遷座したと記し、その折には紀国造が舎人と「地口御田」（ちのくちのみた；意味不詳）を捧げたと記す。『天地麗気記』では、天照皇大神の鎮座日を崇神天皇51年4月8日と特定し、鎮座地は河底の岩上にある紺色の瑠璃の鉢であったと記す。
なお「吉備名方浜宮」に関しては、一説に「吉備」は吉備国（現・岡山県）と解されている。一方『紀伊続風土記』では、「吉備（きび）」が「毛見（けみ）」や「紀三井（きみい）」などと音が通うことから、広く当地方一帯の呼称が「キビ」「キミ」であったと推測し、「名方浜宮」を海南市日方の伊勢部柿本神社に比定、「名方」も海南市名高の古称であろうとする。

### 概史
濱宮社の鎮座する地名「毛見」の文献上の初見は、大治2年（1127年）に日前國懸神宮が神領の範囲を記した文書で、毛見の地は古くから日前國懸神宮の神領とされていた。中世を通じて「毛見郷」と呼ばれ、祭祀等において海産物を貢納する浦役が課された両神宮の神領として存続した。
『続風土記』によれば、天正13年（1585年）の豊臣秀吉による紀州征伐で荒廃、紀州藩初代藩主の徳川頼宣の入国（元和5年（1619年）以降に再建、享保年間（1716年-1736年）に社殿を伊勢神宮に模した形式に改めたという。以後は紀州藩の庇護のもと栄えたとされる。
明治維新後、近代社格制度において村社に列した。また、明治10年（1877年）には日前國懸神宮の摂社と定められたが、現在は独立して神社本庁に属している（日前國懸神宮は単立神社）。

## 境内
本殿のうち、第一殿は方1間の神明造、第二殿は方1間の切妻造平入で、ともに高欄付の縁（大床）を廻らす。いずれも屋根は銅板葺で、千木・鰹木を持つ。
また、境内には末社・豊鋤入姫神社の南に隣接して「御腰掛石」という岩がある。これは、豊鋤入姫命が名草浜宮へ着いた折に腰掛けたものであると伝える。

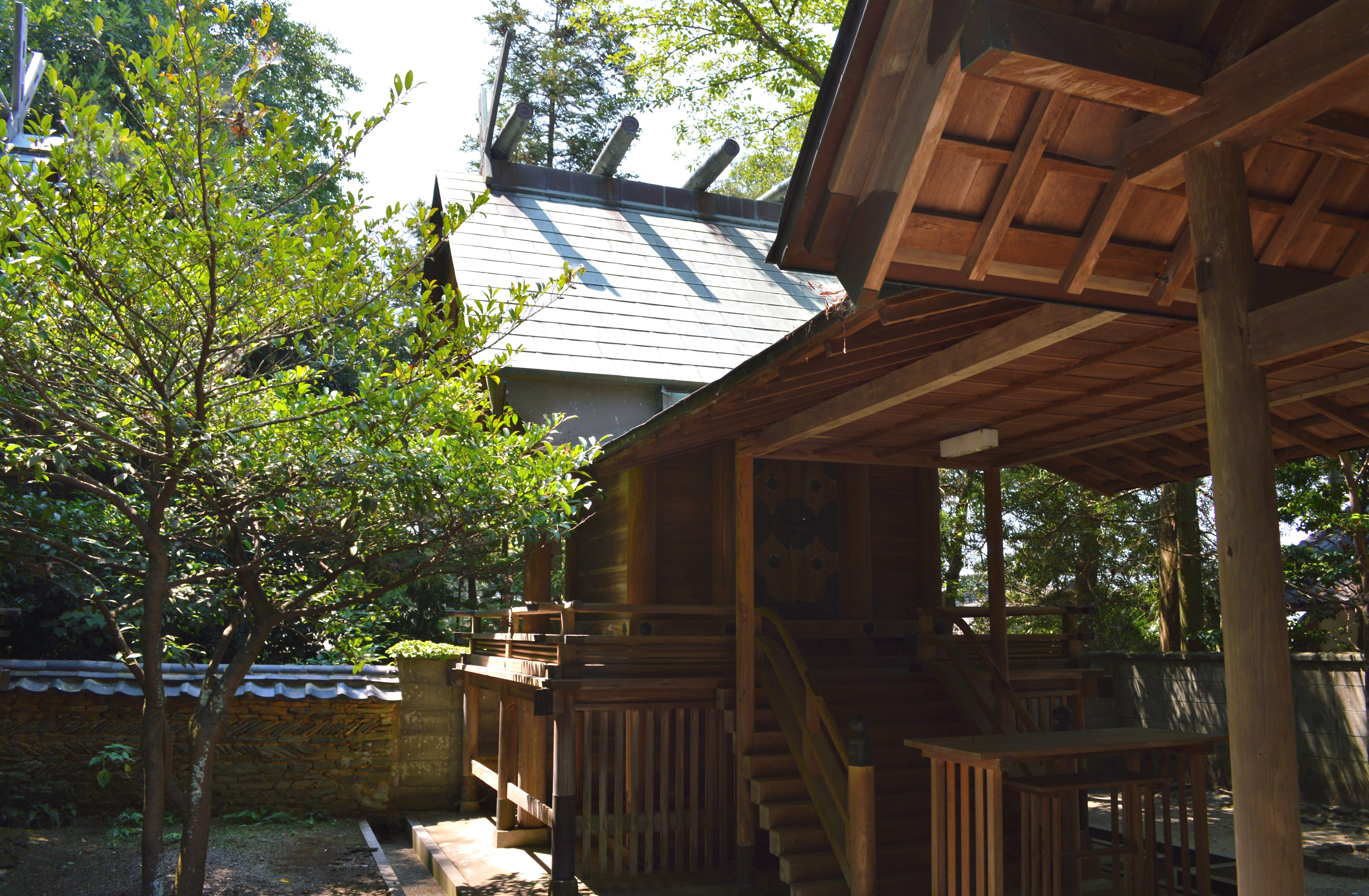
第一殿
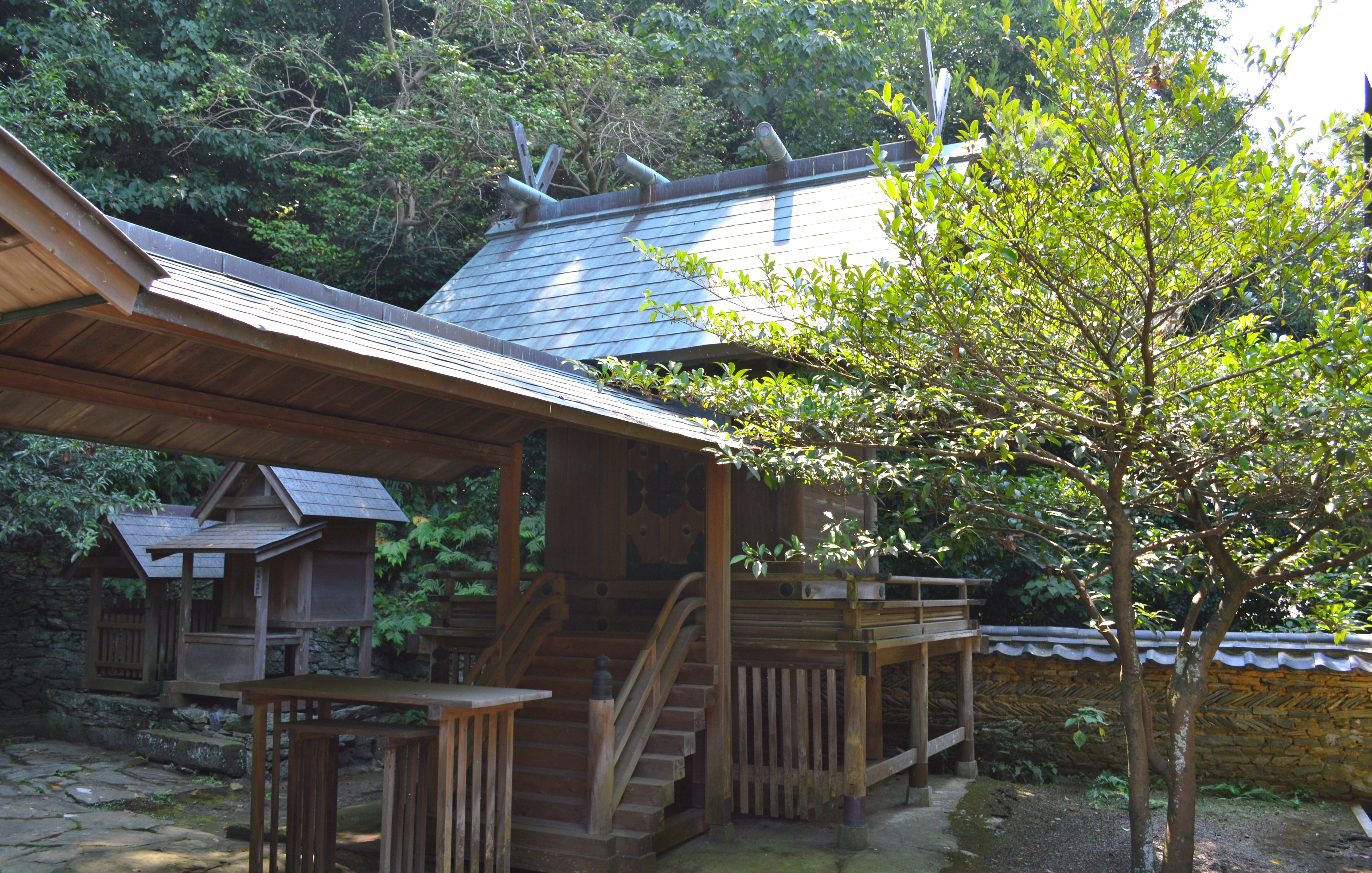
第二殿
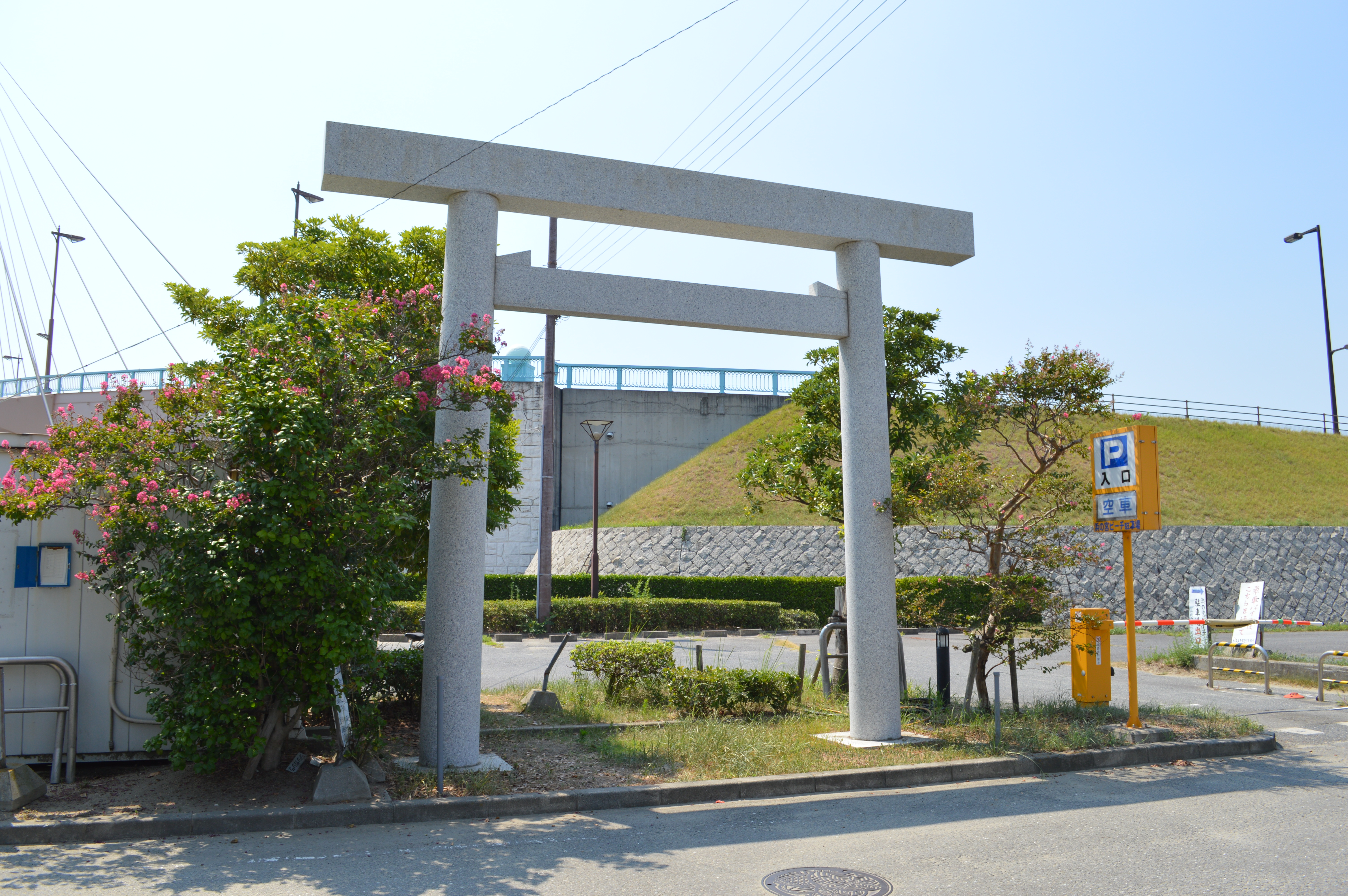
浜鳥居

## 摂末社
- 豊鋤入姫神社 - 祭神：豊鋤入姫命。
- 中言神社 - 祭神：名草彦命、名草姫命。
- 高皇神社 - 祭神：高皇産霊神、天照皇大神、日前大神、国懸大神、市杵島姫神、猿田彦命。かつて和歌山市布引あった神社の遷祀で、「布引神社」とも。
- 天満宮 - 祭神：菅原道真公。
- 恵比須神社
- 金刀比羅神社 - 祭神：毛見金比羅宮。

## 祭事
例祭は4月16日。応永6年（1399年）11月1日写の奥書を持つ『日前宮年中神事記』（紀家蔵）によれば、当時は例年9月9日に日前國懸神宮から「大案主」という神官が赴いて奉幣をしたという。

## 登場作品
- 本居宣長[6]

| 「        | 紀の国の いせにうつりし 跡ふりて なくさの浜に のこる神がき | 」 |
| —本居宣長 |                                                            |    |